# Gasherbrum IV
Il Gasherbrum IV (la montagna scintillante) è una montagna del massiccio del Gasherbrum situato nella catena montuosa del Baltoro Muztagh, una subcatena del Karakoram, localizzata al confine tra Cina e Pakistan, nella regione del Gilgit-Baltistan, alta 7.925 m s.l.m.. Secondo Reinhold Messner la sua difficoltà alpinistica è paragonabile se non maggiore dell'ascesa del K2.

## Alpinismo

### Prima ascensione
La prima ascensione alla vetta fu realizzata dalla seconda spedizione nazionale italiana in Karakorum, organizzata nel 1958 dal Club Alpino Italiano. La spedizione, guidata da Riccardo Cassin, era composta dagli alpinisti Walter Bonatti, Carlo Mauri, Giuseppe de Francesch, Toni Gobbi, Giuseppe Oberto; dal medico Donato Zeni; e dall'orientalista Fosco Maraini nel ruolo di cineoperatore e fotografo.
Dopo alcuni tentativi andati a vuoto, il 6 agosto 1958 Walter Bonatti e Carlo Mauri riuscirono a raggiungere la vetta; la via seguita era un itinerario misto di roccia e ghiaccio, con passaggi su roccia fino al V grado poco sotto la vetta, e si sviluppava lungo i seracchi di sud-est e la cresta nord-est.

### Ascensioni successive
Dopo la prima ascensione, la vetta del Gasherbrum IV fu raggiunta solo altre tre volte. La seconda ascensione fu portata a termine solo nel 1986, ad opera di un team misto australiano-statunitense, che raggiunse la vetta il 22 giugno per la cresta nord-ovest. La terza ascensione fu compiuta da una spedizione sudcoreana, tre membri della quale raggiunsero la vetta per lo sperone centrale della parete ovest il 18 luglio 1997. La quarta ascensione fu effettuata il 1º luglio 1999 da un'altra spedizione sudcoreana, che effettuò la prima ripetizione della cresta nord-ovest.
Il 1º agosto 2008 una spedizione spagnola composta da Alberto Iñurrategi, Ferran Latorre, Juan Vallejo, José Carlos Tamayo e Mikel Zabalza ripeté in stile alpino la via della cresta nord-ovest. La spedizione non raggiunse la vetta principale (7.925 m), ma dovette fermarsi a una cima secondaria (7.910 m), da cui è separata da una cresta.

### Altre vie importanti
Nel 1985 il polacco Wojciech Kurtyka e l'austriaco Robert Schauer superarono in stile alpino la parete ovest, detta la parete lucente, ma giunti all'estremo nord della cresta sommitale, ad una quota di circa 7900 m, dovettero discendere immediatamente rinunciando alla vetta. Questa via è considerata tra le più difficili del Karakorum.